# Adéu, nena
Adeu, nena (Farewell, My Lovely) és una pel·lícula policíaca de 1975 de Dick Richards. És adaptació d'una novel·la de Raymond Chandler i ha estat doblada al català.

## Argument
El detectiu Philip Marlowe (Robert Mitchum) té l'encàrrec de trobar a Velma, una ballarina que havia treballat en un club nocturn, i al seu amic Moose, que acaba de sortir de la presó. Les investigacions que duu a terme Marlowe el col·loquen davant situacions perilloses, ja que té a veure a personatges foscos i de dubtosa honestedat. En aquestes circumstàncies no li resultarà gens fàcil complir amb la seva missió.

## Repartiment
- Robert Mitchum: Philip Marlowe
- John Ireland: Nulty
- Sylvia Miles:Jessie Halstead Florian
- Charlotte Rampling: Helen Grayle
- Sylvester Stallone: Kelly/Jonnie
- Anthony Zerbe: Terratinent Brunette
- Harry Dean Stanton: Billy Rolfe
- Jack O'Halloran: Moose Malloy

## Nominacions
- Oscar a la millor actriu secundària per Sylvia Miles
- Premis Edgar Allan Poe: Millor pel·lícula